# Ritratto di Elspeth Tucher
Il Ritratto di Elspeth Tucher è un dipinto a olio su tavola di tiglio (29x23 cm) di Albrecht Dürer, datato 1499 e conservato nella Staatliche Kunstsammlungen a Kassel. 

## Storia
Dopo il passaggio di Federico il Saggio da Norimberga nel 1496, che chiese a Dürer di effigiarlo in un ritratto, l'artista ricevette numerose commissioni dall'aristocrazia locale. Tra queste spiccano i due dittici della famiglia Tucher, raffiguranti due coppie di moglie e marito. Due si trovano oggi nello Schlossmuseum di Weimar, mentre il pendant del ritratto di Elspeth, quello col marito Nicholas, è andato perduto.

## Descrizione e stile
Sullo sfondo di uno sgargiante drappo damascato, che lascia intravedere un luminoso paesaggio a destra, si vede la donna ritratta all'altezza delle spalle, con lo sguardo rivolto verso la valva dove si trovava il marito e un anello di rubino mostrato nella mano che affiora dal bordo inferiore. 
La donna, all'epoca ventiseienne, mostra tutta la sua giovanile bellezza, con la foltissima chioma racchiusa da un'elegante cuffia ricamata, il volto magro e appuntito, gli occhi chiari ed espressivi, la bocca carnosa, il collo lungo, la curva delle spalle dolce. L'acconciatura, che era composta da trecce arrotolate attorno alla nuca, era tipica delle donne maritate nella Norimberga dell'epoca, presente in numerosi altri ritratti e disegni. 
Sul broccato si legge la scritta "Elspet Niclas Tucher 26 Alt (anni) 1489". Le iniziali del marito ("N T") si trovano sul fermaglio che regge la veste; altre lettere si intravedono poi tra i ricami delle vaste, della camicia e sul bordo della cuffia, dal significato enigmatico.
Il motivo del paesaggio e del velo, inventato dai fiamminghi e già in uso dalla metà del secolo anche presso gli italiani, mostra poche varianti rispetto ai modelli. Nei ritratti dopo il 1499 tali elementi vennero abbandonati in favore di uno sfondo uniforme, quasi sempre rappresentante una parete chiusa. 

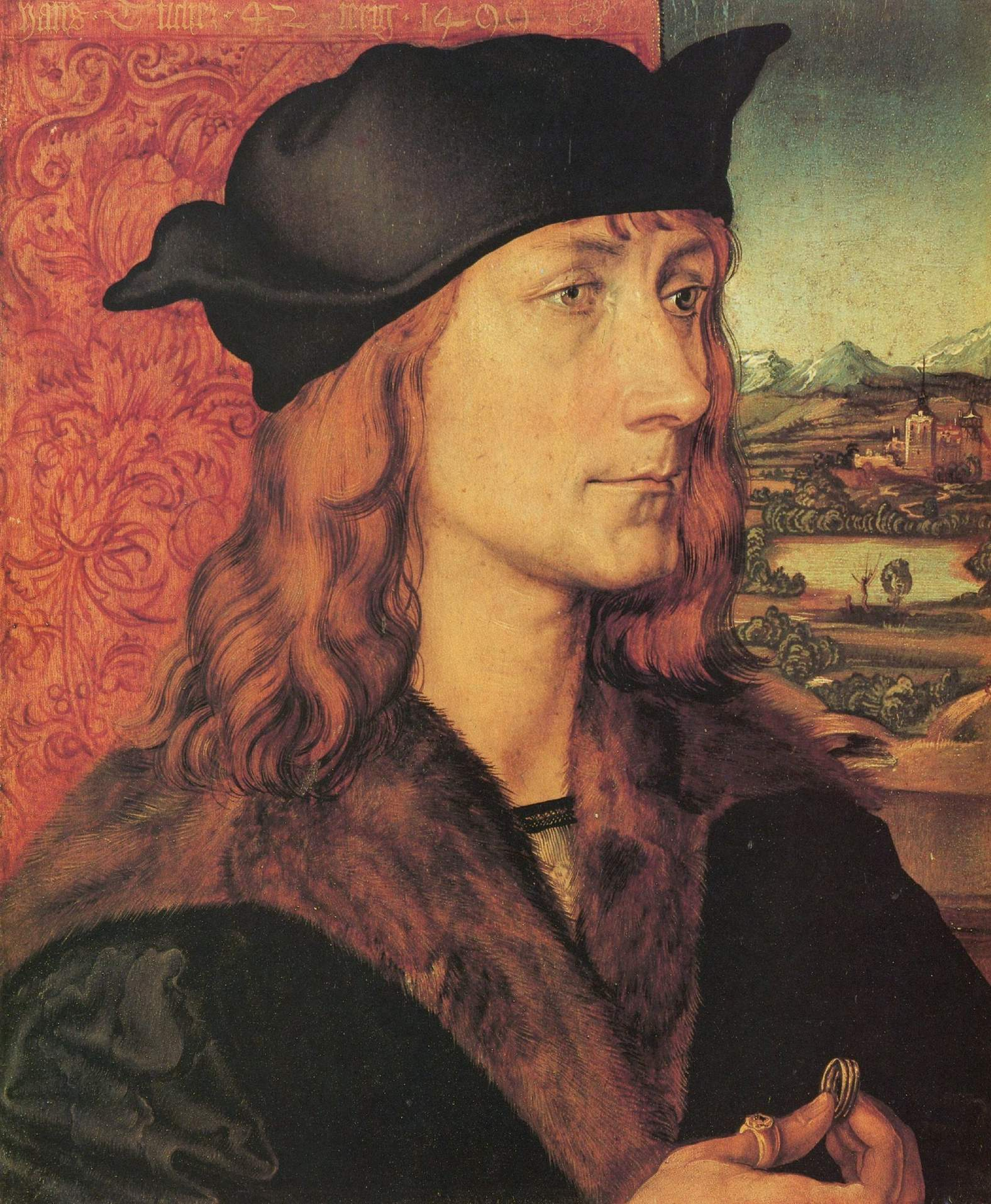
Ritratto di Hans Tucher
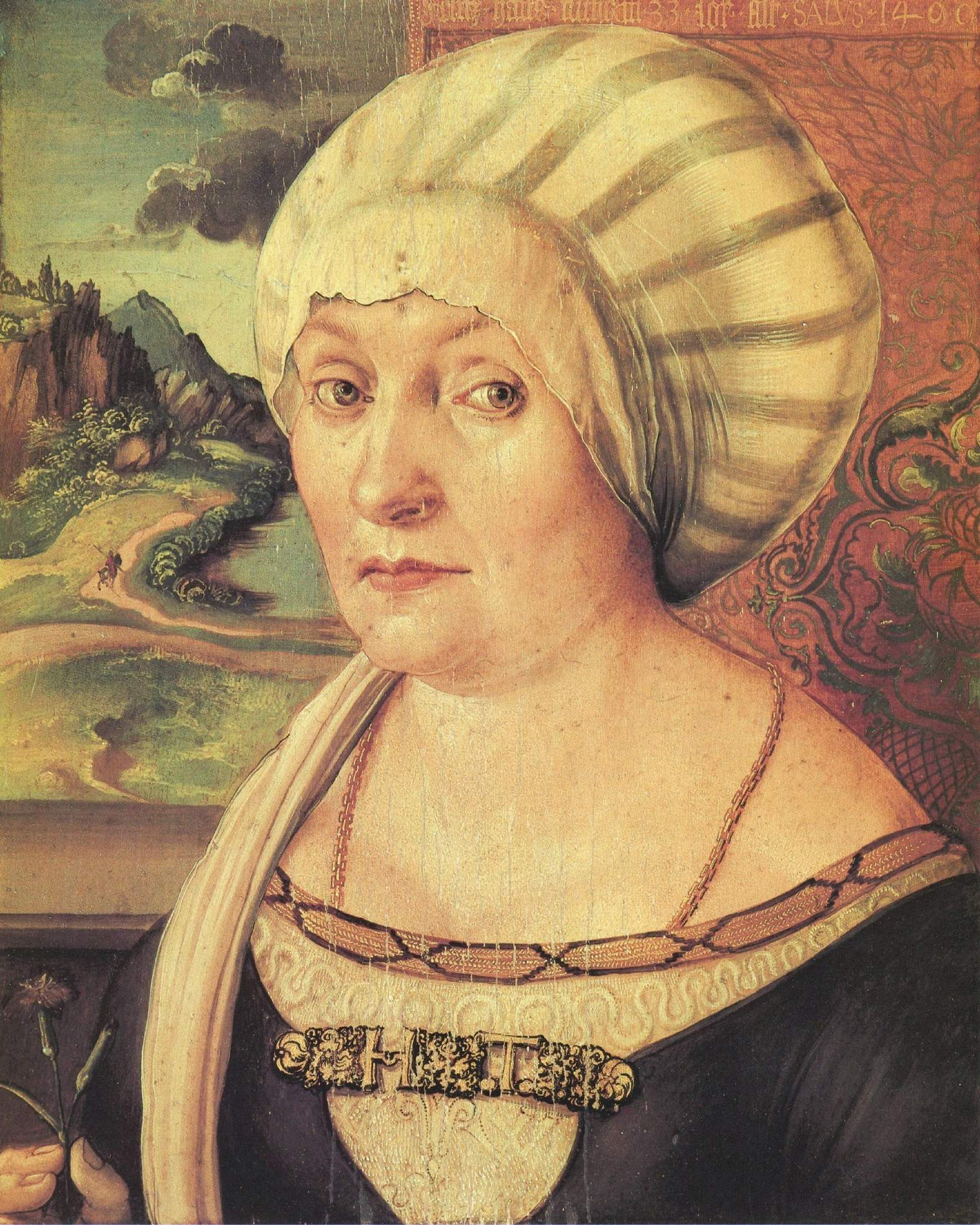
Ritratto di Felicitas Tucher